# Elisabeth Erikson
Elisabeth Erikson (* 5. März 1947 in Göteborg) ist eine schwedische Opernsängerin (Sopran).

## Leben
Ihr Debüt gab Erikson 1971 als Rosina in Der Barbier von Sevilla im Stora Theater in Göteborg.
Im Jahre 1994 wechselte sie zum neu eröffneten schwedischen Opernhaus Göteborgsoperan. Dort war ihre erste Rolle die Daisy Doodie aus Aniara, einer Oper des schwedischen Komponisten Karl-Birger Blomdahl.
Neben anderen Rollen spielte sie die Violetta in La Traviata, Pamina in Die Zauberflöte, Susanna in Die Hochzeit des Figaro, Anne Trulove in Der Wüstling (Rucklarens väg) und die Titelrolle in Schostakowitsch' Katarina Ismailowa.
Bekannt wurde sie auch durch ihre Rolle als Papagena in Ingmar Bergmans vielbeachteter Filmfassung der Zauberflöte (Trollflöjten) aus dem Jahre 1975.